# Đường sắt trên cao

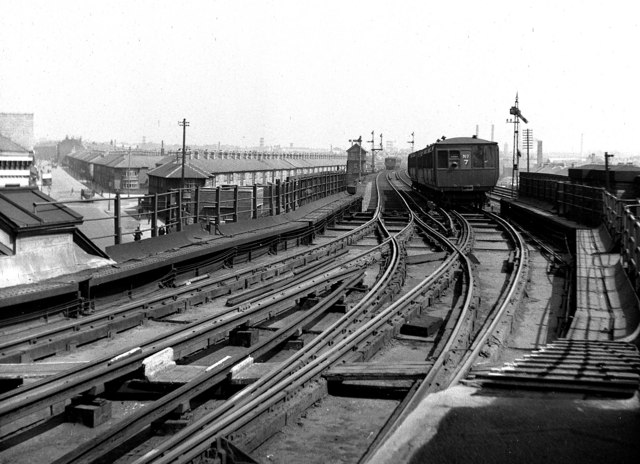
Đường sắt trên cao Liverpool, tháng 5 năm 1951.

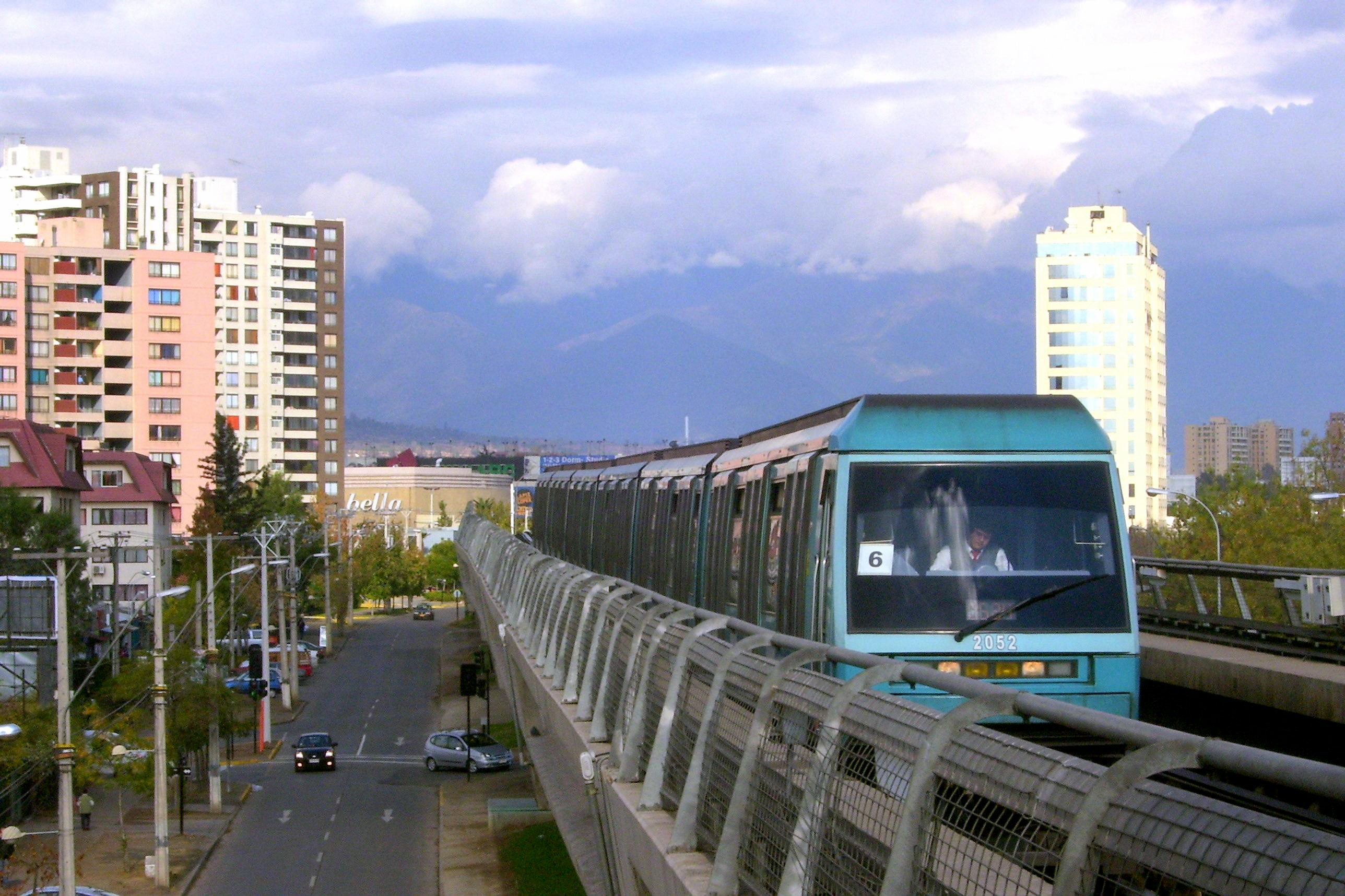
Tàu NS 93 trên một phần trên cao của tuyến số 5 của Tàu điện ngầm Santiago.

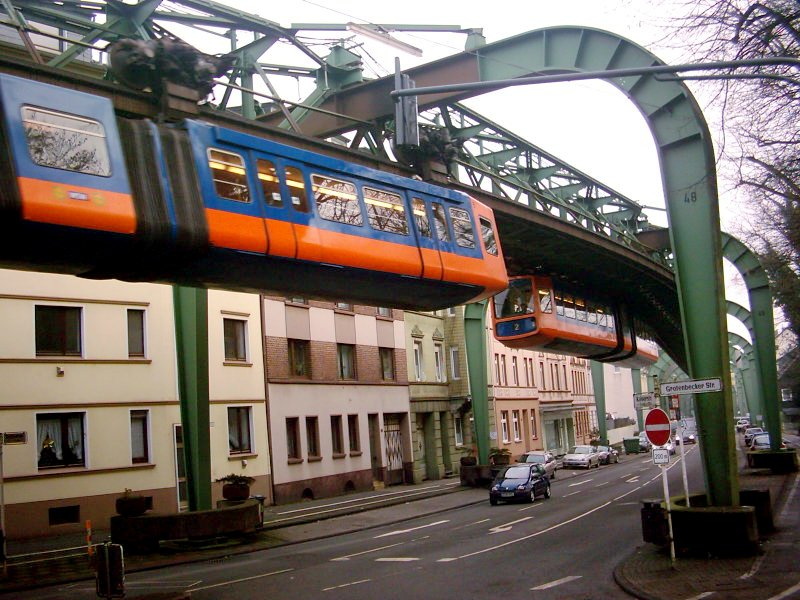
Hai chuyến tàu Wuppertal Schwebebahn gặp nhau phía trên đường

Đường sắt trên cao (còn được gọi là tàu El hoặc gọi tắt là El) là một tuyến tàu tốc hành với các đường ray nằm trên cao so với mặt đường trên một cầu cạn hoặc kết cấu trên cao khác (thường được xây dựng bằng thép, gang, bê tông hoặc gạch). Đường sắt có thể là đường sắt khổ rộng, tiêu chuẩn hoặc hẹp, đường sắt hạng nhẹ, một ray hoặc đường sắt treo. Đường sắt trên cao thường được tìm thấy ở các khu vực đô thị, nếu không sẽ có các giao lộ đường sắt. Thông thường, các đường ray của đường sắt trên cao chạy trên cầu cạn bằng thép có thể được nhìn thấy từ mặt đường.

## Lịch sử
Đường sắt trên cao sớm nhất được xuất hiện là Đường sắt London và Greenwich trên một cầu cạn bằng gạch gồm 878 vòm, được xây dựng từ năm 1836 đến năm 1838. 2,5 dặm (4,0 km) đầu tiên của Đường sắt London và Blackwall (1840) cũng được xây dựng trên một cầu cạn. Trong những năm 1840, có một số kế hoạch khác về đường sắt trên cao ở London nhưng không bao giờ thành hiện thực.
Từ cuối những năm 1860 trở đi, đường sắt trên cao trở nên phổ biến ở các thành phố của Hoa Kỳ. Đường sắt West Side và Yonkers Patent Railway ở New York hoạt động với xe cáp từ năm 1868 đến năm 1870, sau đó được vận chuyển bằng đầu máy. Tiếp theo là Đường sắt Manhattan vào năm 1875, Đường sắt trên cao South Side, Chicago (1892–), và các tuyến Đường sắt trên cao Boston (1901–). Bản thân hệ thống vận chuyển Chicago được biết đến với cái tên "L", viết tắt của "elevated". Berlin Stadtbahn (1882) và Vienna Stadtbahn (1898) cũng chủ yếu ở trên cao.
Đường sắt trên cao chạy điện đầu tiên là Đường sắt trên cao Liverpool, hoạt động qua các bến tàu Liverpool từ năm 1893 đến năm 1956.
Tại London, Đường sắt nhẹ Docklands là một tuyến đường sắt trên cao hiện đại được khai trương vào năm 1987 và kể từ đó, đã được mở rộng. Các chuyến tàu không có người lái và tự động.
Một tuyến đường sắt trên cao hiện đại khác là tuyến Yurikamome không người lái của Tokyo, được khai trương vào năm 1995.

## Hệ thống

### Hệ thống một ray
Hầu hết các đường sắt một ray là đường sắt trên cao, chẳng hạn như Hệ thống Monorail Disneyland (1959), Tokyo Monorail (1964), Sydney Monorail (1988–2013), KL Monorail, Las Vegas Monorail và São Paulo Monorail. Nhiều tuyến đường sắt đệm từ cũng được nâng cao.

### Đường sắt treo

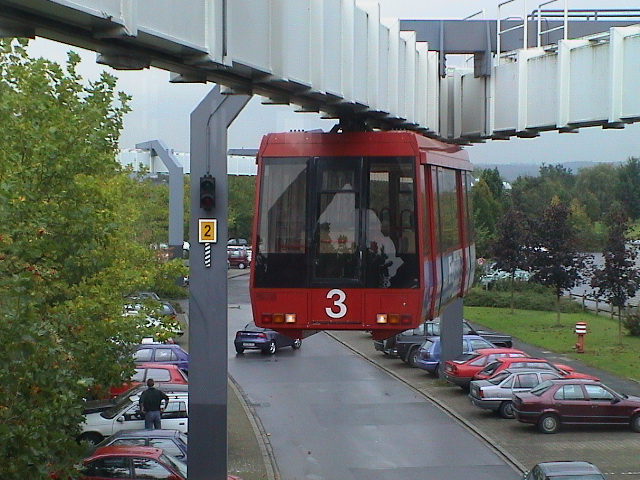
H-Bahn Dortmund, hệ thống vận chuyển treo một ray

Trong những năm 1890, có một số quan tâm đến đường sắt treo, đặc biệt là ở Đức, với Schwebebahn Dresden, (1891–) và Wuppertal Schwebebahn (1901). Đường sắt treo H-Bahn được xây dựng ở Dortmund và sân bay Düsseldorf, năm 1975. Đường sắt treo Memphis mở cửa vào năm 1982.
Đường sắt treo thường là một ray; Shonan Monorail và Chiba Urban Monorail ở Nhật Bản, mặc dù có tên gọi như vậy, lại là đường sắt treo.

### Hệ thống vận chuyển con người
Xe vận chuyển người hay xe vận chuyển người tự động (APM) là một loại hệ thống vận tải khối lượng lớn, được tách biệt cấp không người lái. Thuật ngữ này thường chỉ được sử dụng để mô tả các hệ thống đóng vai trò như hệ thống vòng lặp hoặc hệ thống trung chuyển, nhưng đôi khi được áp dụng cho các hệ thống tự động phức tạp hơn đáng kể. Tương tự như đường ray đơn, công nghệ Bombardier Innovia APM chỉ sử dụng một đường ray để dẫn phương tiện đi dọc theo đường dẫn. APM rất phổ biến tại các sân bay và có hiệu quả trong việc giúp hành khách nhanh chóng đến cổng của họ. Một số hệ thống APM trên cao tại các sân bay bao gồm PHX Sky Train tại Sân bay Quốc tế Phoenix Sky Harbour; AeroTrain tại Sân bay Quốc tế Kuala Lumpur; và Hệ thống Đưa đón Theo dõi tại Sân bay London Gatwick, Vương quốc Anh.

## Hệ thống hiện đại

### Hệ thống tàu điện ngầm đầy đủ
Châu Mỹ

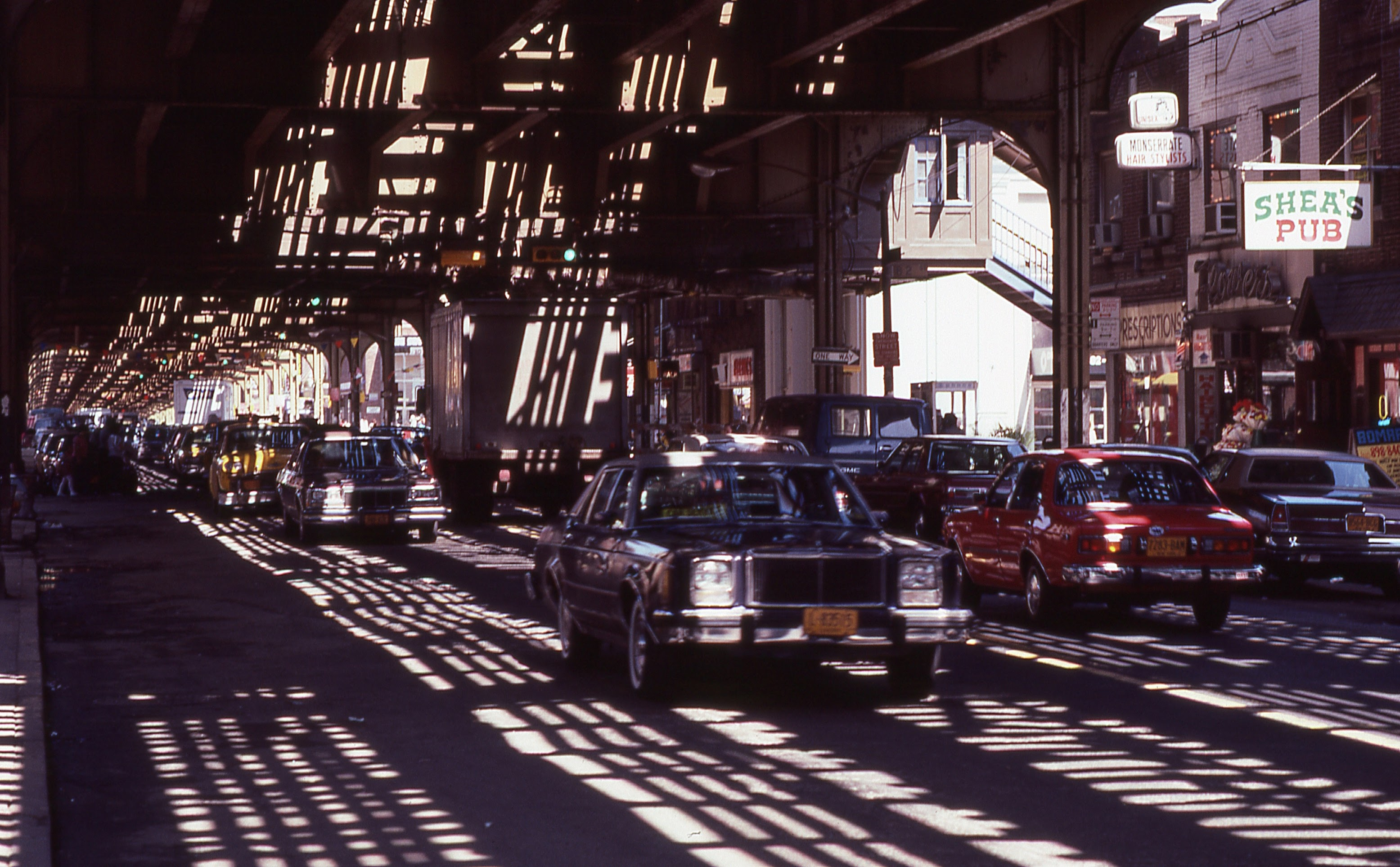
Giao thông trên Đại lộ Roosevelt ở Jackson Heights, Thành phố New York, theo Tuyến IRT Flushing (được sử dụng bởi tàu số 7 và <7>) vào những năm 1980

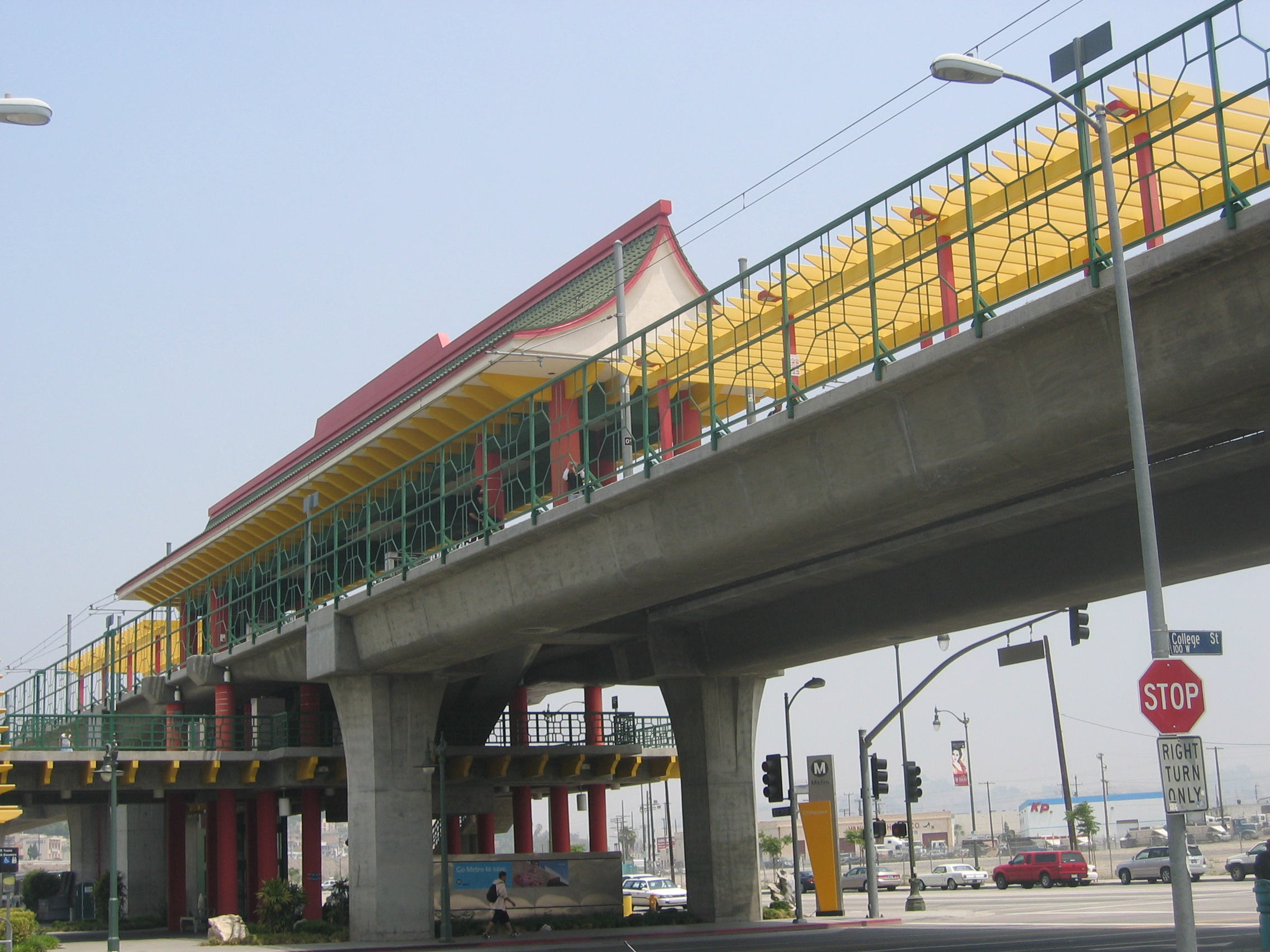
Ga Chinatown ở Los Angeles, California

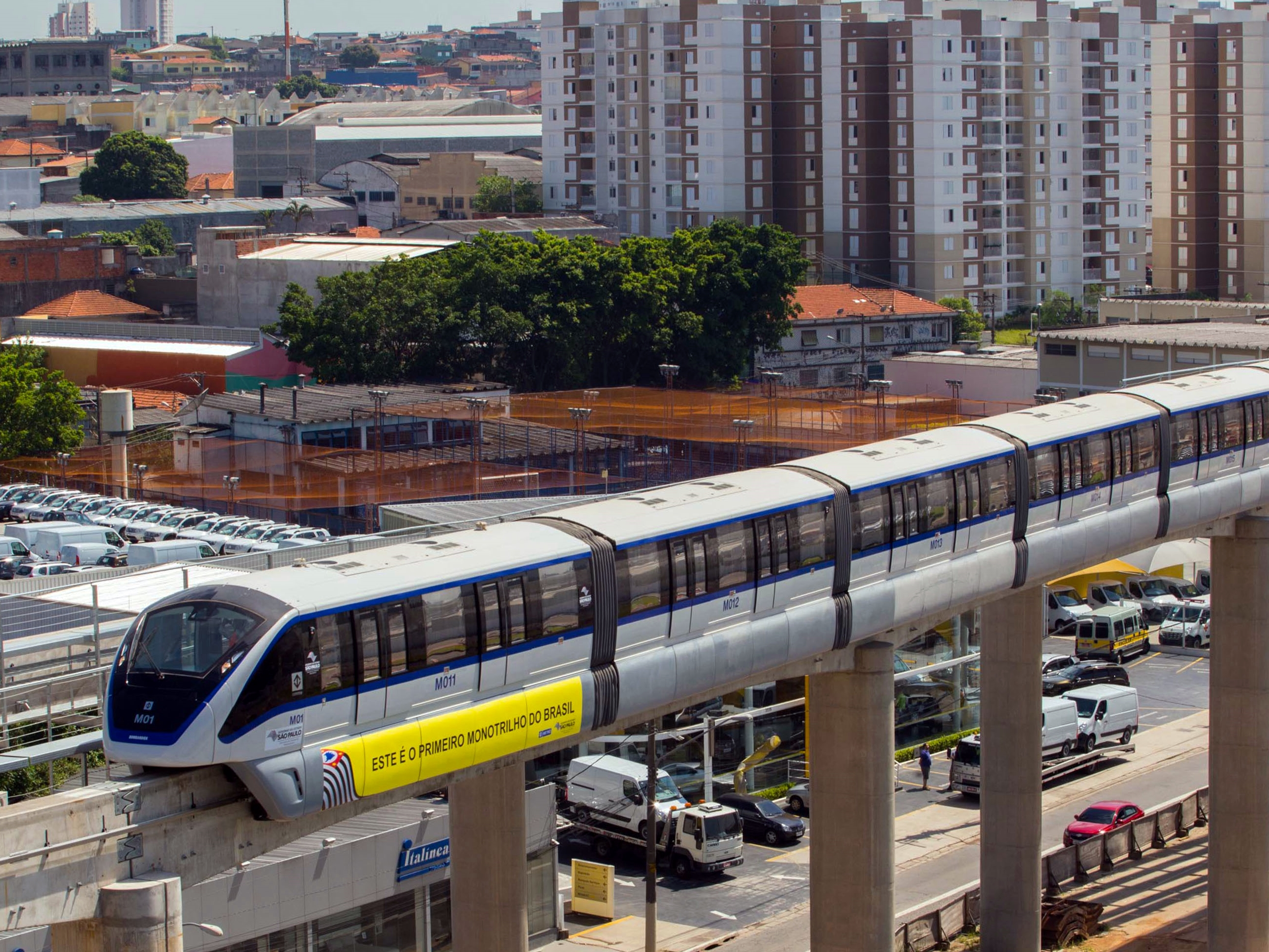
Tuyến 15 một ray, Sao Paulo, Brazil

- Tàu điện ngầm Baltimore (phía tây Mondawmin)
- BART (một phần)
- Chicago "L" (ngoại trừ các phần của Đường Đỏ và Đường Xanh)
- Cleveland Red Line (một phần)
- Hệ thống đường sắt nhẹ Guadalajara Tuyến số 3 (đang xây dựng một phần)
- Honolulu Rail Transit (tàu điện ngầm hạng nhẹ đang được xây dựng)
- Tàu điện ngầm Medellín
- Tàu điện ngầm Thành phố Mexico (một phần)
- Tàu điện ngầm Miami
- Tàu điện ngầm Thành phố New York (một phần)
- Philadelphia “El” Market – Frankford Line (đi ngầm ở trung tâm thành phố Philadelphia và Tây Philadelphia đến ga 40th Street nhưng trên cao ở những nơi khác)
- Tuyến số 3 Scarborough, tuyến đường sắt tàu điện ngầm công suất trung bình ở Toronto, Ontario, Canada
- SkyTrain, Vancouver, British Columbia, Canada.
- Tàu điện ngầm Washington (một phần)

Châu Á
- Tàu điện ngầm Bangalore
- Tàu điện ngầm Chennai
- Hệ thống vận chuyển hàng loạt nhanh Chennai
- Tàu điện ngầm Delhi (Tuyến màu xanh lá cây)
- Tàu điện ngầm Hyderabad
- Tàu điện ngầm Kochi
- Tàu điện ngầm Kolkata (tuyến 5 & 6 trong tương lai, sau này đang được xây dựng)
- Tàu điện ngầm Lahore (Tuyến màu cam)
- Hệ thống vận tải đường sắt nhẹ Manila
- Tàu điện ngầm Mumbai
- Mumbai Monorail
- Tàu điện ngầm Nagpur
- Tàu điện ngầm nhanh Gurgaon
- BTS Skytrain, hai tuyến trung chuyển nhanh trên cao ở Bangkok, Thái Lan
- Wenhu line, Đài Bắc, Đài Loan
- Tàu điện trên cao Cát Linh Hà Đông (Hà Nội, Việt Nam)

Châu Âu
- Berlin U-Bahn (tuyến U1 và U2)
- Tàu điện ngầm Copenhagen
- Đường sắt nhẹ Docklands (một phần)
- Hamburg U-Bahn (tuyến U3)
- Vienna U-Bahn (tuyến U6)
- Đường sắt treo Wuppertal

Châu Đại Dương
- Tàu điện ngầm Melbourne
- Sydney Metro Northwest Line ở Sydney, Úc (đoạn tàu trên cao)

Không sử dụng

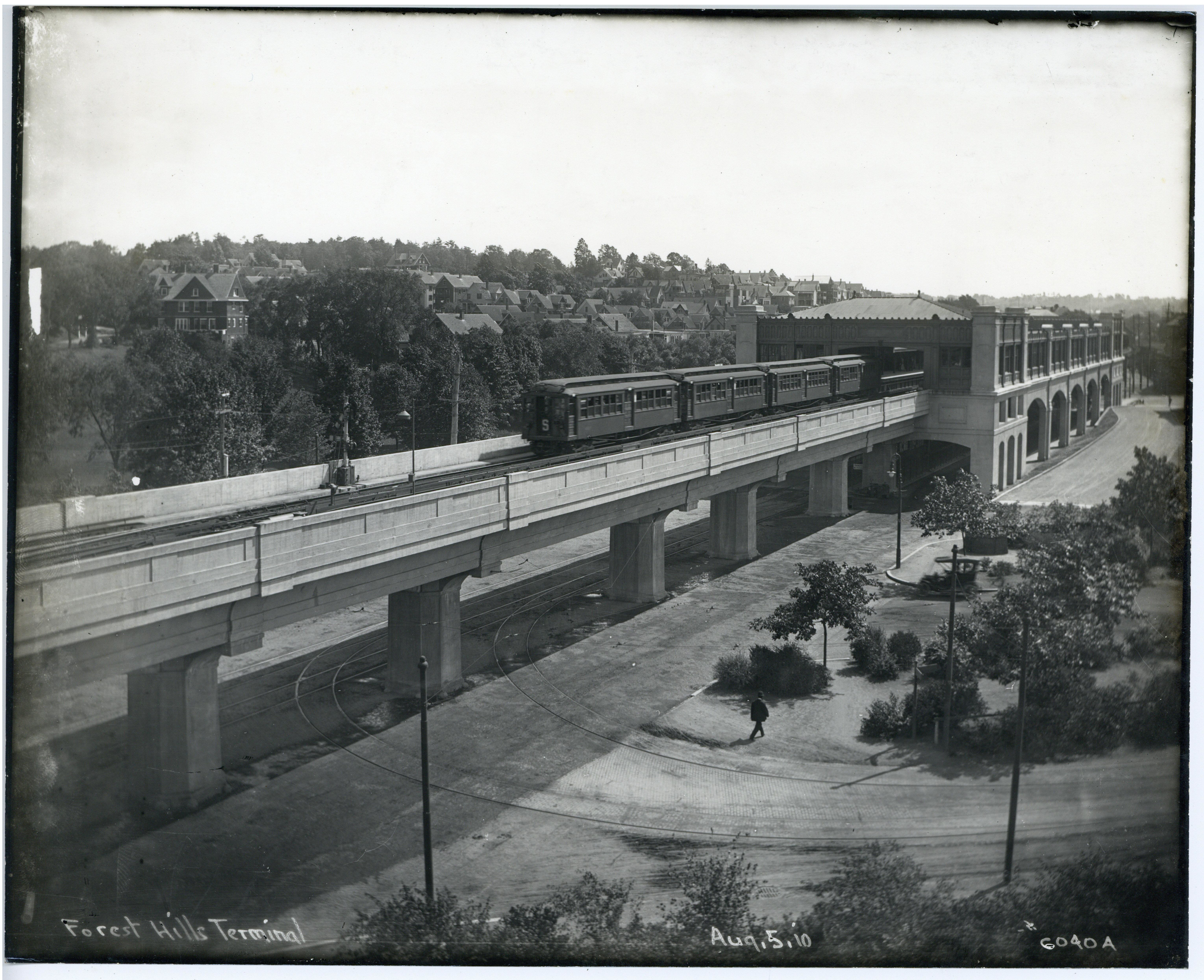
Nhà ga Forest Hills trên Phố Washington của Boston Được nâng lên vào năm 1910 - tuyến đường sắt được xây dựng lại trong một lần cắt vào năm 1987

- Đường sắt trên cao ở Boston - Đại lộ Atlantic nâng lên, Đi lên ở Charlestown, Đường Washington được nâng lên, Đường Causeway được nâng lên
- Đường sắt trên cao do Công ty Vận tải Nhanh Interborough và Công ty Vận tải Nhanh Brooklyn điều hành ở Thành phố New York
- Đường sắt trên cao Liverpool
- Tuyến Sân bay trên cao của Đường sắt Ngoại ô Kolkata, đã đóng cửa vào năm 2016 để tái thiết liên quan đến Tuyến tàu điện ngầm Kolkata số 4

### Vận chuyển người
- Cơ quan vận tải Tomorrowland PeopleMover, một người di chuyển tại và xung quanh Tomorrowland, Magic Kingdom, Walt Disney World Resort, Orlando, Florida, Hoa Kỳ
- AirTrain JFK, một người di chuyển tại và xung quanh Sân bay Quốc tế John F. Kennedy, Thành phố New York, New York, Hoa Kỳ
- ATL Skytrain, một người di chuyển tại Sân bay Quốc tế Hartsfield – Jackson Atlanta, Atlanta, Georgia, Hoa Kỳ
- Tàu Skytrain Sân bay Changi, một con người di chuyển giữa các nhà ga tại Sân bay Quốc tế Changi ở Singapore
- Detroit People Mover, một người di chuyển bằng phương tiện công cộng đô thị ở Detroit, Michigan, Hoa Kỳ
- H-Bahn, một công ty di chuyển người tự động liên nhà ga ở Dortmund và Düsseldorf, Đức
- Metromover, một người di chuyển tại Miami, Florida, Hoa Kỳ
- PHX Sky Train, một người di chuyển tại Sân bay Quốc tế Phoenix Sky Harbour, Phoenix, Arizona, Hoa Kỳ

## Thiết kế đề xuất
- Phần mở rộng của UC San Diego Blue Line chủ yếu sẽ là đường sắt nhẹ trên không.
- Réseau express métropolitain
- Phnom Penh SkyTrain (Campuchia)
- Tàu điện ngầm Managua (Nicaragua)
- Tàu điện ngầm San Salvador (El Salvador)
- Tàu điện ngầm Ljubljana (Slovenia)